# بحيرة بيرا
بحيرة بيرا هي بحيرة توجد في مركز مدينة كولومبو، عاصمة سريلانكا. يحيط بالبحيرة العديد من المراكز التجارية في المدينة. احتلت البحيرة 165 هكتار من الأرض قبل مئة سنة، أصبحت الآن 65 هكتار اليوم لعديد من الأسباب. أثناء الاحتلال البرتغالي والإنجليزي كان للبحيرة العديد من الاستخدامات. ظل الاسم البرتغالي للبحيرة مستخدمًا حتى الآن. تتصل البحيرة بالعديد من القنوات التي توفر مسارات سهلة لنقل البضائع بين المدينة والضواحي.